# Brzostowica Wielka (gmina)
Brzostowica Wielka (1919 alt. Brzostowice Wielkie) – dawna gmina wiejska istniejąca do 1939 roku w województwie białostockim w Polsce (obecnie na Białorusi). Siedzibą gminy była Brzostowica Wielka.

## Historia
W okresie międzywojennym gmina Brzostowica Wielka należała do powiatu grodzieńskiego w województwie białostockim II RP.
Według spisu powszechnego z 1921 roku, gminę zamieszkiwało 4275 osób, z czego większość w liczbie 2019 osób (47%) stanowili Białorusini, pozostali to głównie Polacy 1516 osób (35%) i Żydzi 739 osób (17%). Pod względem wyznaniowym dominowali prawosławni w liczbie 2626 osób (61%). Prawosławna ludność białoruska dominowała wśród ludności wiejskiej, podczas gdy w miastach większość stanowiła rzymskokatolicka ludność polska oraz Żydzi.
16 października 1933 gminę Brzostowica Wielka podzielono na 20 gromad: Bergele, Bobrowniki, Brzostowica Wielka I (część chrześcijańska), Brzostowica Wielka II (część żydowska), Brzostowica os., Brzostowica st. kol., Brzostowiczany, Chmielisko, Ciecierówka, Ejminowce, Jaryłówka, Karpowce, Kaszyńce, Lepiosy, Leśniewicze, Parfimowce, Pluskałowce, Starzyńce, Szelepki i Żebry.
W wyniku napaści ZSRR na Polskę we wrześniu 1939 r. gmina znalazła się pod okupacją sowiecką. W pierwszych dniach po wkroczeniu wojsk sowieckich na terytorium Polski, na terenie gminy miało miejsce szczególne nasilenie mordów i grabieży. Ich ofiarami padała zazwyczaj napływowa ludność polska (zamożniejsi mieszkańcy, urzędnicy, policjanci i żołnierze Wojska Polskiego), sprawcami natomiast były zbrojne grupy skomunizowanych chłopów i kryminalistów, działające z inspiracji ZSRR (zazwyczaj Białorusini i Żydzi).
2 listopada został włączony do Białoruskiej SRR. 4 grudnia 1939 r. włączony do nowo utworzonego obwodu białostockiego. Od czerwca 1941 roku pod okupacją niemiecką. 22 lipca 1941 r. włączony w skład okręgu białostockiego III Rzeszy. W 1944 roku ponownie zajęty przez wojska sowieckie i włączony do obwodu grodzieńskiego Białoruskiej SRR, oprócz południowego skrawka (Jaryłówka i Bobrowniki), który przypadł Polsce Ludowej. Bobrowniki włączono do gminy Gródek a Jaryłówkę do gminy Krynki.

## Demografia
Według tezy Alfonsa Krysińskiego i Wiktora Ormickiego, terytorium gminy wchodziło w skład tzw. zwartego obszaru białorusko-polskiego, to znaczy prawosławna ludność białoruska zamieszkiwała głównie tereny wiejskie, natomiast w miastach i większych miejscowościach, gdzie napływała elita urzędnicza i wojsko, dominowała polska ludność rzymskokatolicka.
Według spisu powszechnego z 1921 roku, gminę zamieszkiwało 4275 osób, w tym 2019 (47%) Białorusinów, 1516 (35%) Polaków, 739 (17%) Żydów i 1 Anglik. Większość mieszkańców gminy wyznawała prawosławie (61% – 2626 osób), pozostali to kolejno: wyznawcy katolicyzmu łacińskiego 879 osób (20% – 879 osób) i judaizmu (18% – 769 osób).